# ニッキューナナ
ニッキューナナは、マセキ芸能社所属の日本の男女お笑いコンビ。2021年シモネタGP準優勝。

## メンバー
峯 シンジ（みね しんじ、1993年11月21日 - ）
- 広島県広島市出身。本名、峯将人（みね まさと）。
- 身長175cm、体重63kg。
- 広島市立美鈴が丘高等学校22期生。演劇部に所属。
- 創価大学工学部情報システム工学科卒業。血液型はA型。
- ボケ担当。
- 広島時代に劇団に所属していたことがある。
- 芸名の由来は「香川真司に顔が似ているから」[15]。

こっちゃん選手（こっちゃんせんしゅ、1994年1月13日 - ）
- 宮城県多賀城市出身。本名、齋藤琴音（さいとう ことね）。
- 身長163cm、体重 65kg。創価大学工学部情報システム工学科卒業。血液型はAB型。
- ツッコミ担当。
- 数学、英語の教員免許を所有。
- 趣味はアニメ観賞、「アイドルマスター」のライブ鑑賞、絵を描くこと、パズル＆ドラゴンズをすること。
- 特技はソフトボール、そろばん、あまり有名ではないけれど、皆が知っているキャラクターの声マネ[16]。
- マンガ、イラストを描くときのペンネームは「明水花」[17]。
- 2020年9月23日より現芸名に改名[18]。

## 来歴
2016年、創価大学内の落語研究会にて結成。コンビ名の由来は、二人共通の趣味であるパズル&ドラゴンズの用語から。
2017年4月、マセキ芸能社預かりのマセキユースに入る。
2018年7月14日の『ゴッドタン』「この若手知ってんのか!?　見逃せない女芸人部門」で2位にランクイン。

## 芸風
主にコントで、「今の時代に真っ向から逆らうセクハラコント」と称される。実際に峯がこっちゃん選手に触れるネタが大多数を占めている。下ネタを取り入れようという提案はこっちゃん選手からしたものであり、また峯はいやらしく触ることがないことからこっちゃん選手は不快な気持ちになることはないという。
芸風ゆえに地上波テレビの出演はほとんどないが、下ネタショートコントをメインとするTikTok・ YouTube Shortsでは人気を博している。

## 賞レース成績
シモネタGP
- 2018年 本選出場[25]
- 2018年シモ半期 本選出場[26]
- 2021年 準優勝[14]

M-1グランプリ
- 2021年 2回戦進出[27]
- 2022年 1回戦敗退
- 2023年 1回戦敗退

## 出演歴

### テレビ
- 有田ジェネレーション（TBSテレビ）[28]
- ピン子、通販やるってよ（TBSテレビ）
- スマートフォンデュ（テレビ朝日、2018年10月26日[29]）
- ゴッドタン（テレビ東京）
- 前略、西東さん（中京テレビ）[30]
- 上田ちゃんネル（テレ朝チャンネル1）- 2021年1月7日・1月21日「新春!!上田ちゃんネル ネタ祭り2021」[31]
- 全力！脱力タイムズ
- ジロジロ有吉 (こっちゃん選手)

### ウェブテレビ
- 青春高校3年C組「通しレギュラー最終オーディション」（YouTube/LINE LIVE/SHOWROOM/ニコニコ生放送）
- パラビき!パラビき!あらびき団 四天王編（Paravi）
- シモネタGP2018（AbemaTV、2018年5月14日[25]‐5月28日）
- シモネタGP2018シモ半期（AbemaTV、2018年9月17日[26]）
- スピードワゴンの月曜The NIGHT（AbemaTV）
- シモネタGP2021（AbemaTV、2021年9月10日[32]・10月1日[33]）
- チャンスの時間

### ネットラジオ
- ニッキューナナのアンタと話しても全然楽しくないんだからね！（2020年4月3日‐2020年11月6日、GERA放送局）

## 舞台・ライブ
- ニッキューナナ単独ライブ「ビキチン」（2023年3月24・25日、しもきたドーン[34]）
- ニッキューナナ単独ライブ「プリケツ」(2024年11月16日(2回公演)　座・高円寺2、11月30日　誰も知らない劇場、12月21日　コミ協ひがしなり区民センター　小ホール)